# Tullnerfeld (stacja kolejowa)
Tullnerfeld (niem: Bahnhof Tullnerfeld) – stacja kolejowa w gminie Judenau-Baumgarten, w kraju związkowym Dolna Austria, w Austrii. Znajduje się na nowym odcinku linii Westbahn, przeznaczonej dla ruchu szybkich pociągów. Jako regionalna stacja kolejowa weszła do służby w grudniu 2012.

## Położenie
Stacja znajduje się na północny zachód od Judenau (gmina Judenau-Baumgarten), w Kotlinie Tullneńskiej, na terenie gmin Michelhausen i Langenrohr. Na wschód od stacji znajduje się droga B19 i rzeka Große Tulln. Ze względu na położenie stacji  na odludziu, miejscowości Judenau, Langenrohr i Pixendorf znajdują się w odległości około 1,5 km.

## Opis

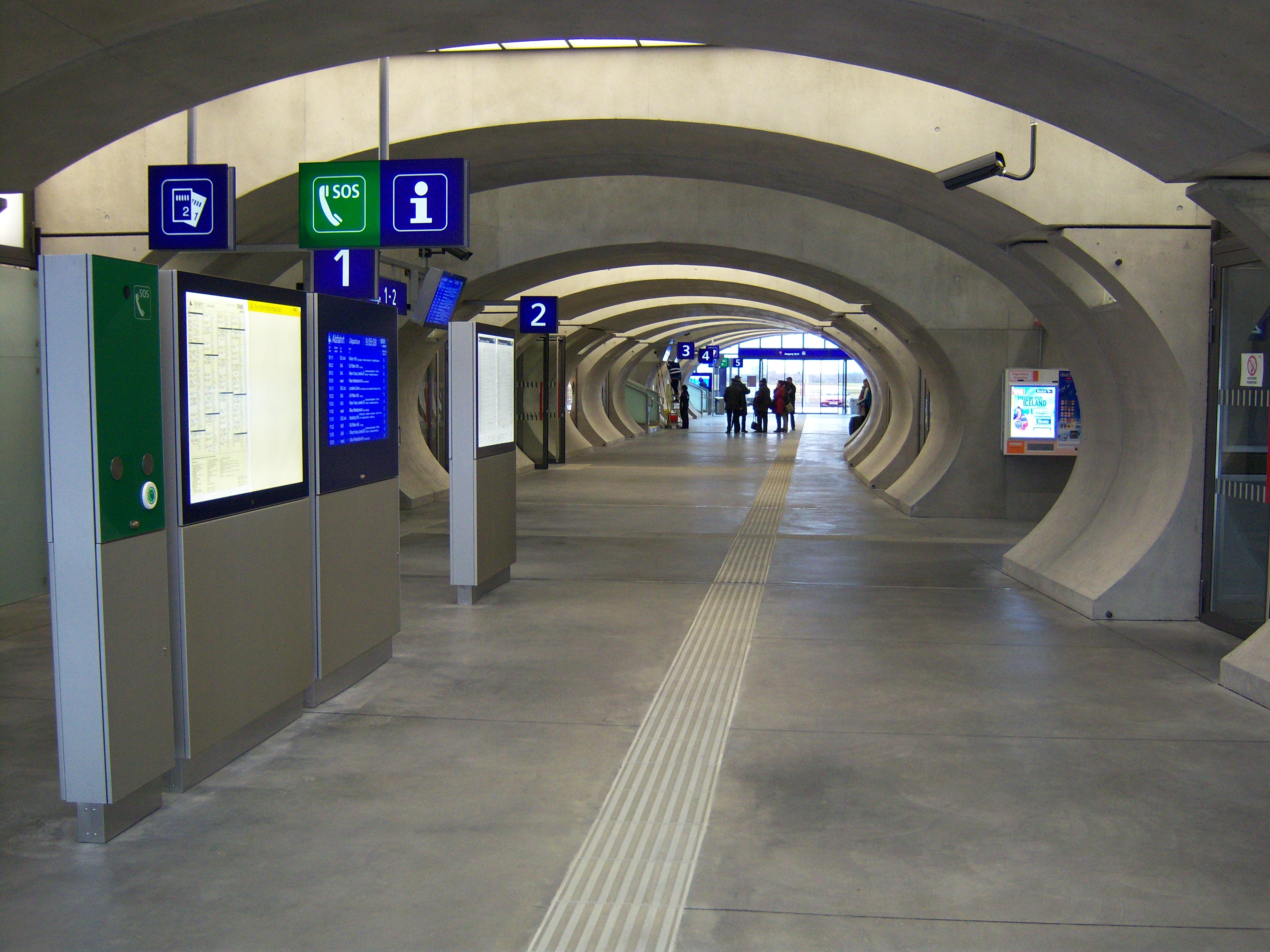
Tunel pod peronami

Stacja położona na osi wschód-zachód, składa się z dwóch głównych torów, przeznaczonych dla szybkich pociągów i dwóch zewnętrznych centralnych peronów z zadaszeniem wykonanym z betonu. Na północy znajduje się peron boczny, a na południu tor boczny. Wybudowana na nasypie stacja ma halę dworcową na poziomie gruntu, z której wychodzi tunel połączony z peronami. W południowej części stacji istnieje kilkaset miejsc parkingowych dla samochodów i rowerów (Park and Ride) oraz przystanek autobusowy. Na północnych obrzeżach znajdują się dwa sztuczne stawy, służące do gromadzenia wody deszczowej oraz jako środek wyrównawczy. 

## Linie kolejowe
- Westbahn - odcinek szybkiej kolei Wiedeń - St. Pölten
- Tullnerfelder Bahn

## Ruch pociągów
Na stacji co godzinę zatrzymuje się szybka linia tranzytowa S40 na trasie z Wien Franz-Josefs-Bahnhof do St. Pölten Hauptbahnhof, wszystkie pociągi REX 200 z Amstetten lub St Valentin do Wien Westbahnhof, jak również wszystkie InterCity w kierunku Wiednia i Salzburga. Pozostałe pociągi dalekobieżne przejeżdżają przez dworzec bez zatrzymywania, w tym wszystkie pociągi Railjet i ICE z prędkością do 230 km/h.